# Marathon van Londen 1997
De Londen Marathon 1997 werd gelopen op zondag 13 april 1997. Het was de zeventiende editie van deze marathon.
De Portugees António Pinto kwam bij de mannen als eerste over de streep in 2:07.55. De Keniaanse Joyce Chepchumba zegevierde bij de vrouwen in 2:26.51.

## Uitslagen

### Mannen
| rang   | naam                 | land | tijd    |
| ------ | -------------------- | ---- | ------- |
| Goud   | António Pinto        | POR  | 2:07.55 |
| Zilver | Stefano Baldini      | ITA  | 2:07.57 |
| Brons  | Josia Thugwane       | RSA  | 2:08.06 |
| 4      | Eric Kimaiyo         | KEN  | 2:08.08 |
| 5      | Richard Nerurkar     | ENG  | 2:08.36 |
| 6      | Steve Moneghetti     | AUS  | 2:08.45 |
| 7      | Lawrence Peu         | RSA  | 2:09.10 |
| 8      | Paul Evans           | ENG  | 2:09.18 |
| 9      | Jose-Manuel Garcia   | ESP  | 2:09.30 |
| 10     | Stéphane Franke      | GER  | 2:11.26 |
| 11     | Eder Fialho          | BRA  | 2:11.57 |
| 12     | Pablo Sierra         | ESP  | 2:12.22 |
| 13     | Eamonn Martin        | ENG  | 2:12.29 |
| 14     | Jean-Pierre Monciaux | FRA  | 2:13.52 |
| 15     | Steven Brooks        | ENG  | 2:13.55 |
| 16     | Jose Castillo        | PER  | 2:14.15 |
| 17     | David Buzza          | ENG  | 2:14.17 |
| 18     | Miguel Mallqui       | PER  | 2:14.19 |
| 19     | Bruce Deacon         | CAN  | 2:14.20 |
| 20     | Juan Ramon Torres    | ESP  | 2:14.22 |
| 21     | Luis Reyes           | MEX  | 2:14.33 |
| 22     | Kamal Ziani          | MAR  | 2:14.33 |
| 23     | Henrique Cristostomo | POR  | 2:14.37 |
| 24     | Seiji Kushibe        | JPN  | 2:15.10 |
| 25     | Isaac Garcia         | MEX  | 2:15.14 |

### Vrouwen
| rang   | naam                  | land | tijd    |
| ------ | --------------------- | ---- | ------- |
| Goud   | Joyce Chepchumba      | KEN  | 2:26.51 |
| Zilver | Liz McColgan          | SCO  | 2:26.52 |
| Brons  | Lidia Şimon           | ROU  | 2:27.11 |
| 4      | Sonja Oberem          | GER  | 2:28.02 |
| 5      | Ramilja Boerangoelova | RUS  | 2:28.07 |
| 6      | Manuela Machado       | POR  | 2:28.12 |
| 7      | Christine McNamara    | USA  | 2:28.18 |
| 8      | Renata Kokowska       | POL  | 2:28.21 |
| 9      | Elena Mazovka         | BLR  | 2:29.06 |
| 10     | Hellen Kimaiyo        | KEN  | 2:29.45 |
| 11     | Angelina Kanana       | KEN  | 2:30.09 |
| 12     | Xiu-Juan Ren          | CHN  | 2:30.11 |
| 13     | Taeko Terauchi        | JPN  | 2:31.23 |
| 14     | Linda Somers          | USA  | 2:31.49 |
| 15     | Anuța Cătună          | ROU  | 2:33.12 |
| 16     | Irina Kazakova        | FRA  | 2:34.22 |
| 17     | Jin-Hong Pan          | CHN  | 2:34.23 |
| 18     | Esther Kiplagat       | KEN  | 2:34.36 |
| 19     | Susan Hobson          | AUS  | 2:35.23 |
| 20     | Marian Sutton         | ENG  | 2:35.45 |
| 21     | Albertina Machado     | POR  | 2:36.23 |
| 22     | Matilde Ravizza       | ITA  | 2:38.14 |
| 23     | Danielle Sanderson    | ENG  | 2:39.02 |
| 24     | Esmeralda Guillen     | MEX  | 2:39.24 |
| 25     | Tracy Swindell        | ENG  | 2:40.22 |

1981 ·
1982 ·
1983 ·
1984 ·
1985 ·
1986 ·
1987 ·
1988 ·
1989 ·
1990 ·
1991 ·
1992 ·
1993 ·
1994 ·
1995 ·
1996 ·
1997 ·
1998 ·
1999 ·
2000 ·
2001 ·
2002 ·
2003 ·
2004 ·
2005 ·
2006 ·
2007 ·
2008 ·
2009 ·
2010 ·
2011 ·
2012 ·
2013 ·
2014 ·
2015 ·
2016 ·
2017